# Le Grinch (film, 2018)
Pour les articles homonymes, voir Le Grinch.
Pour plus de détails, voir Fiche technique et Distribution.
Le Grinch (The Grinch), ou Le Grincheux au Québec, est un film de Noël d'animation américain réalisé par Yarrow Cheney et Scott Mosier, sorti en 2018. C'est la troisième adaptation de la nouvelle de Theodor Seuss Geisel Le Grincheux qui voulait gâcher Noël après le court métrage animé Comment le Grinch a volé Noël ! en 1966 et le long métrage Le Grinch en 2000.
Le film suit le Grinch pour qui la période des fêtes est un très mauvais moment. Et pour cause, il déteste Noël ! Malheureusement pour lui, les habitants de Chouville, le village voisin, adorent cette fête et la célèbrent chaque année avec ferveur. Las de cette frénésie, le Grinch a décidé de voler la fête de Noël pour ne plus avoir à l'endurer.

## Synopsis
À Chouville, les habitants - les Chous - sont remplis d'excitation à l'approche de la célébration de Noël. Le seul qui ne l'est pas est le Grinch, un grincheux à la fourrure verte, né avec un cœur trois fois " trop petit". Il vit dans sa grotte avec son chien, Max, et ne va à Chouville que pour faire ses courses et ennuyer les Chous.
Cindy Lou Chou, 6 ans, qui voit que sa mère Donna est surchargée de travail avec ses frères jumeaux, Buster et Bean, prépare l 'envoi d'une lettre au Père Noël pour lui demander d'aider sa maman. Après une rencontre avec le Grinch qui lui dit sarcastiquement que, si son affaire est si urgente, elle devrait en parler au Père Noël en personne, elle décide d'aller au pôle Nord pour le rencontrer. Lorsque Donna lui explique qu'un aller-retour au pôle Nord prendrait un mois, elle choisit de piéger le Père Noël lors de sa venue.
À l'approche de la fête, la tentative du Grinch de ruiner la cérémonie d'illumination du sapin tourne mal, ce qui lui rappelle le souvenir de son enfance solitaire dans un orphelinat. Il décide alors qu'il volera Noël aux habitants de Chouville pour se venger. Avec un gros renne, surnommé Fred, et un traîneau volé à son voisin, le Grinch fait des essais, mais il découvre que Fred a une famille et le laisse partir.
La veille de Noël, le Grinch, déguisé en Père Noël, et Max, qui tire le traîneau, descendent à Chouville pour voler sapins, décorations et cadeaux. Mais il tombe dans le piège de Cindy Lou. le cœur du Grinch est touché par sa demande d'aider sa mère et par ses conseils d'écouter les chants de Noël pour alléger sa tristesse. Cependant, le Grinch poursuit sa sinistre mission et retourne au mont Crumpit pour jeter ce qu'il a volé. Les Chous, au réveil, sont choqués de voir que cadeaux et décorations ont disparu. Cindy Lou croit qu'elle est à blâmer à cause de son piège, mais Donna lui dit que Noël n'est pas une affaire de cadeaux et que Cindy Lou est la meilleure chose qui lui soit arrivée. Les Chous se réunissent pour chanter "Welcome Christmas", rendant le Grinch perplexe de voir qu'ils célèbrent Noël malgré ses vols. Se souvenant des conseils de Cindy Lou, il écoute les chants et son cœur se gonfle de bonheur.
Mais le traîneau commence à basculer dans le vide. Le Grinch parvient à le sauver grâce à Fred et sa famille venus à son secours. Il retourne à Chouville pour rendre ce qu’il a volé ; repentant, il admet ses méfaits et s'excuse auprès des Chous avant de retourner dans sa grotte.
Désolée pour le Grinch, Cindy Lou l'invite avec Max, à célébrer Noël dans sa famille. Lors du dîner, il réalise que ce n'était pas Noël qu'il détestait, mais sa propre solitude. Il accepte enfin l'amitié des Chous et profite de la fête avec eux en portant un toast "À la gentillesse et à l'amour, les choses les plus indispensables".

## Fiche technique
- Titre original : The Grinch
- Titre français : Le Grinch
- Titre québécois : Le Grincheux
- Réalisation : Yarrow Cheney et Scott Mosier
- Scénario : Ken Daurio, Michael LeSieur, Cinco Paul et Raymond S. Persi, d'après le livre Le Grincheux qui voulait gâcher Noël de Dr. Seuss
- Musique : Danny Elfman
- Direction artistique : Colin Stimpson
- Montage : Chris Cartagena
- Production : Chris Meledandri, Janet Healy et Scott Mosier
- Société de production : Illumination Entertainment, Perfect World Pictures et Universal Pictures
- Pays :  États-Unis,  France et  Japon
- Langue originale : anglais
- Format : couleur - 2.39 : 1 - 35 mm
- Genre : animation, comédie
- Durée : 86 minutes
- Dates de sortie :
  - États-Unis : 18 novembre 2018
  - France : 9 décembre 2018

## Distribution

### Voix originales
- Benedict Cumberbatch : le Grinch
- Cameron Seely : Cindy-Lou Chou
- Rashida Jones : Donna Chou
- Pharrell Williams : le narrateur
- Tristan O'Hare : Groopert
- Kenan Thompson : M. Bricklebaum
- Sam Lavagnino : Ozzy
- Ramone Hamilton : Axl
- Angela Lansbury : la maire McGerkle
- Scarlett Estevez : Izzy
- Michael Beattie : l'employé du magasin
- Bill Farmer : Sam , le chauffeur de bus
- Pentatonix : les chanteurs de chant de Noël (non crédité)

### Voix françaises
- Laurent Lafitte : le Grinch
- Nicolas Marié : le narrateur
- Lior Chabbat : Cindy-Lou Chou
- Valérie Siclay : Donna Chou
- Asto Montcho : M. Bricklebaum
- Annie Sinigalia : Mme le maire McGerkle
- Aloïs Agaësse-Mahieu : Groopert
- Alban Thuilier : Axl
- Léopold Vom Dorp : Ozzy
- Hannah Vaubien : Izzy

version française réalisée par la société de doublage Dubbing Brothers, sous la direction artistique de Virginie Méry, avec une adaptation des dialogues de William Coryn.
 Source et légende : version française (VF) sur RS Doublage Allociné et selon le carton du doublage français cinématographique.

### Voix québécoises
- Marc Labrèche : le Grincheux
- Alain Zouvi : le narrateur
- Catherine Proulx-Lemay : Donna-Lou Qui
- Elia St-Pierre : Cindy-Lou Qui
- Raphael Bleau : Groopert
- Christian Perrault : M. Bricklebaum
- Élizabeth Chouvalidzé : la maire McGerkle
- Patrick Chouinard : Fred
- Élise Bertrand : Marge
- François Godin : le vendeur
- Camille Cyr-Desmarais : une femme
- Gabriel Lessard : le mari
- Louis-Georges Girard : le conducteur de bus

## Production
En Décembre 2013, le studio de production spécialisé en animation 3D Illumination Entertainment annonce son intention de produire une nouvelle adaptation de la nouvelle le Grincheux qui voulait gâcher Noël, écrite en 1957 par Theodor Seuss Geisel. En 2016, le studio annonce la présence de Benedict Cumberbatch dans le rôle du Grinch. Les producteurs déclarent vouloir faire de l'histoire originale du Grinch une version à la fois moderne et traditionnelle. Le film est d'abord prévu pour Décembre 2017, mais le studio repousse finalement la sortie à Novembre 2018.
La version japonaise contient une chanson de Perfume intitulée “Tiny Baby”.

## Nominations
Le film a été nommé, mais n'a pas gagné à la 32e cérémonie des Kids' Choice Awards, en 2019, dans la catégorie du film d'animation préféré, qui est remporté par Les Indestructibles 2.